# 吉尔吉特-巴尔蒂斯坦
吉爾吉特-巴爾蒂斯坦，过去稱北部地區（شمالی علاقہ جات），當地民族主義分子稱巴拉瓦里斯坦（بلاوارستان），位於巴基斯坦控制的克什米爾的北部，是巴基斯坦最北的地区。面積72,971平方公里，2006年人口1,126,542人。首府吉爾吉特。向北它与阿富汗的瓦罕走廊接壤，向东和东北是中华人民共和国，向东南则是印度管理的拉达克，向西南它与开伯尔-普赫图赫瓦省和巴基斯坦控制的自由克什米爾相邻。吉尔吉特-巴尔蒂斯坦大多数面积是山地。1970年这个地区成为一个名为“北部地区”的行政区域。它是由吉尔吉特、巴尔蒂斯坦以及坎巨提土邦等组成的。吉尔吉特－巴尔蒂斯坦和它相邻的自由克什米尔都是有争议的地区，联合国和其它国际组织称它们为“巴控克什米尔”，印度称它们为“巴占克什米尔”。2020年11月巴基斯坦总理伊姆兰·汗称赋予吉尔吉特-巴尔蒂斯坦“临时省”地位。

## 历史

### 巨石艺术和岩刻
沿吉尔吉特-巴尔蒂斯坦境内的中巴国际公路上有五万多块岩刻和铭文，它们主要集中在坎巨提等十个地方。这些岩刻是不同沿商道经过的入侵者、商人和朝圣者以及当地人遗留下来的，最早的源于前5000年和前1000年，它们的图像主要是单个动物、三角形的人和狩猎的图像。狩猎图像中的动物都比人大。这些石刻是用石器刻入岩石的，它们表面的结皮证明它们的远古。

### 自主和现况
印巴分治之前克什米尔土邦大君哈里·辛格将其统治扩展到克什米尔的北部，然而作为一个被租借给英国的地区，英印殖民当局事实上直接统治着该地的“吉尔吉特机构”，巴尔蒂斯坦当时则属于拉达克。在巴基斯坦独立和分治后，当地的穆斯林在一个英国军官的支持下发动起义，脱离了查谟-克什米尔。1947年11月1日，在巴基斯坦陆军的协助下吉尔吉特-巴尔蒂斯坦被从多格拉人统治下解放出来。按照巴基斯坦的说法，吉尔吉特-巴尔蒂斯坦曾经独立了不到一个月的时间，但是由于自己缺乏管理系统，他们请求巴基斯坦政府的帮助，因此由于当地居民的要求被合并入巴基斯坦自治领。
1949年克什米尔战争结束时印巴停火线的西边和北边归属巴基斯坦，其管辖的克什米尔区域被分为北边的“北部地区”（72,971平方公里）和南边的“自由克什米尔”（13,297平方公里）。北部地区这个名称一开始是联合国用来指广义上的克什米尔地区的北部。1963年《中巴边界协定》签署，巴基斯坦把北部地区的一小块地方喀喇昆仑走廊让给了中华人民共和国。今天的吉尔吉特-巴尔蒂斯坦分七个区，其人口为约一百万，面积约7.3万平方公里，与巴基斯坦、中国、阿富汗和印度接壤。
2009年8月29日巴基斯坦政府通过了一个法令设立吉尔吉特-巴尔蒂斯坦區域，这个法令随后被巴基斯坦总统签署。这个法令允许吉尔吉特-巴尔蒂斯坦人民自主设立一个立法机构。这样吉尔吉特-巴尔蒂斯坦在事实上获得了一个省议会和政府，虽然它并没有被正式设立为巴基斯坦的省。这个决定受到印度外交部的强烈反对和攻击。
2009年9月29日巴基斯坦人民党政府宣布将在当地投资数十亿卢比开发当地的社群和经济。这个项目的范围包括教育、健康、农业、旅游业和生活基本需求。
2016年的《巴基斯坦宪法》修正案後，法律上首次提到了吉尔吉特-巴尔蒂斯坦区域的名称。
自2020年伊姆兰·汗的巴基斯坦正義運動政府宣告即将在该地设立“临时省”以来，巴基斯坦的所有主要政党均赞成给予吉尔吉特-巴尔蒂斯坦完全的省地位。

## 行政区划

吉尔吉特-巴尔蒂斯坦地图

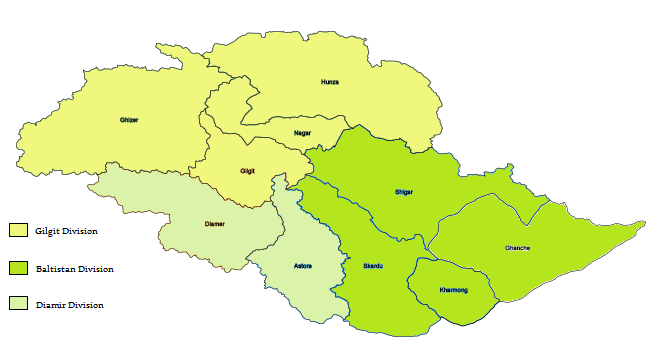
吉尔吉特-巴尔蒂斯坦分“巴尔蒂斯坦”、“吉尔吉特”和“狄阿莫”三个地区

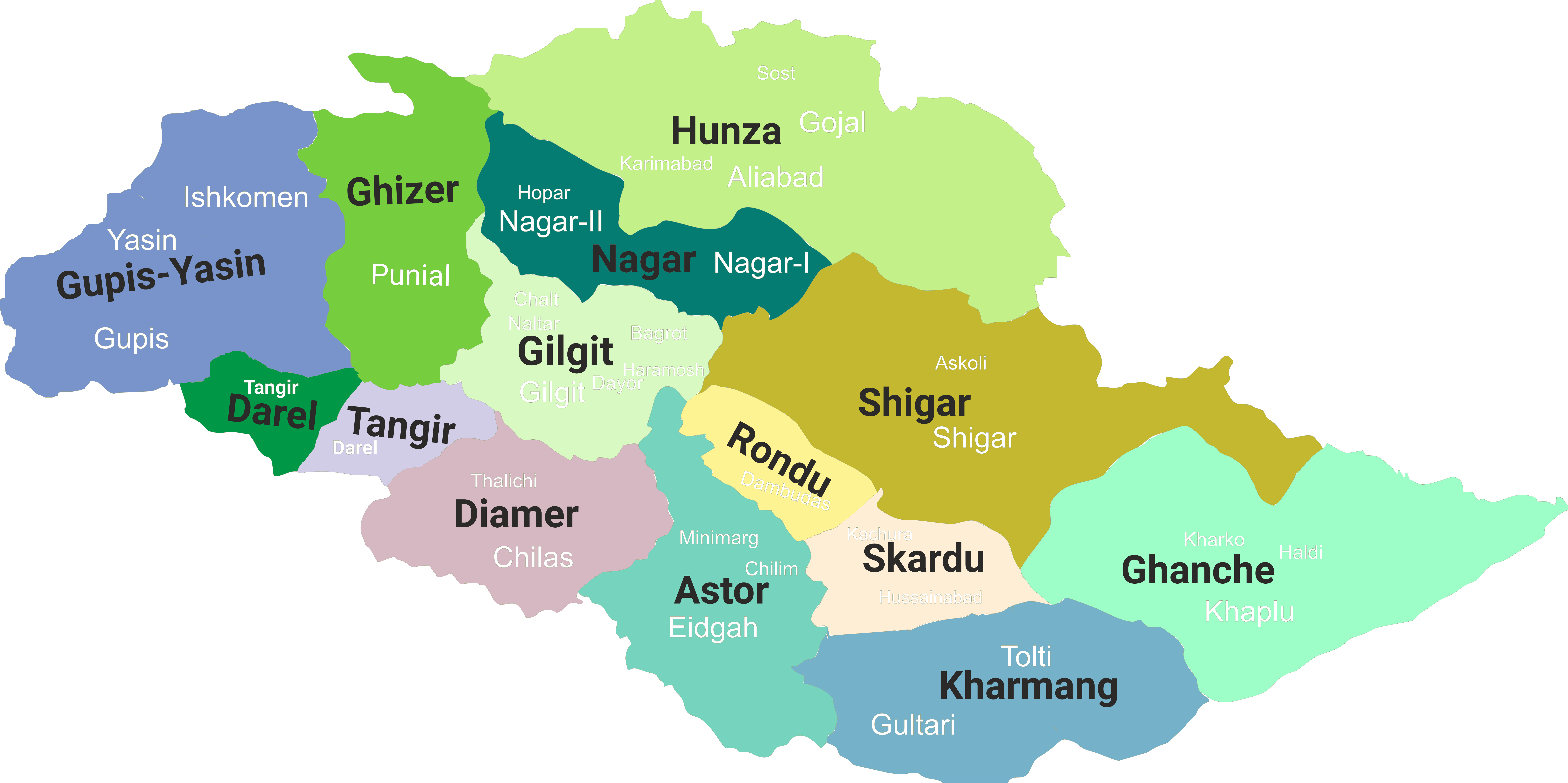
2019年吉尔吉特-巴尔蒂斯坦分14个县

吉尔吉特-巴尔蒂斯坦分巴尔蒂斯坦、吉尔吉特和狄阿莫三个专区，它们下面各分五、五和四个县。巴尔蒂斯坦专区分冈切县、斯卡杜县、Shigar District、Kharmang District和Roundu District，吉尔吉特专区分吉尔吉特县、吉泽尔县、罕萨县（原坎巨提土邦）、纳加尔县（原那格爾土邦）和Gupis-Yasin District，狄阿莫专区分狄阿莫县、阿斯多县、Darel District和Tangir District。主要政治中心为吉尔吉特和斯卡杜。
| 地区       | 县                   | 面积（平方公里） | 人口（1998年） | 首府       |
| ---------- | -------------------- | ---------------- | -------------- | ---------- |
| 巴尔蒂斯坦 | 冈切县               | 9,400            | 88,366         | Khaplu     |
|            | 斯卡杜县             | 18,000           | 214,848        | 斯卡杜     |
|            | Shigar District      |                  |                | Shigar     |
|            | Kharmang District    |                  |                | Gohari     |
|            | Roundu District      |                  |                | Dambudas   |
| 吉尔吉特   | 吉尔吉特县           | 39,300           | 383,324        | 吉尔吉特   |
|            | 吉泽尔县             | 9,635            | 120,218        | Gahkuch    |
|            | 罕萨县               | 11660            | 243,324        | 卡里瑪巴德 |
|            | 纳加尔县             |                  |                | Nagarkhas  |
|            | Gupis-Yasin District |                  |                | Phander    |
| 狄阿莫     | 狄阿莫县             | 10,936           | 131,925        | Chilas     |
|            | 阿斯多县             | 8,657            | 71,666         |            |
|            | Darel District       |                  |                | Darel      |
|            | Tangir District      |                  |                | Tangir     |
|            |                      |                  |                |            |
| 总计       | 14个县               | 72,971           | 970,347        | 吉尔吉特   |

## 地理和气候

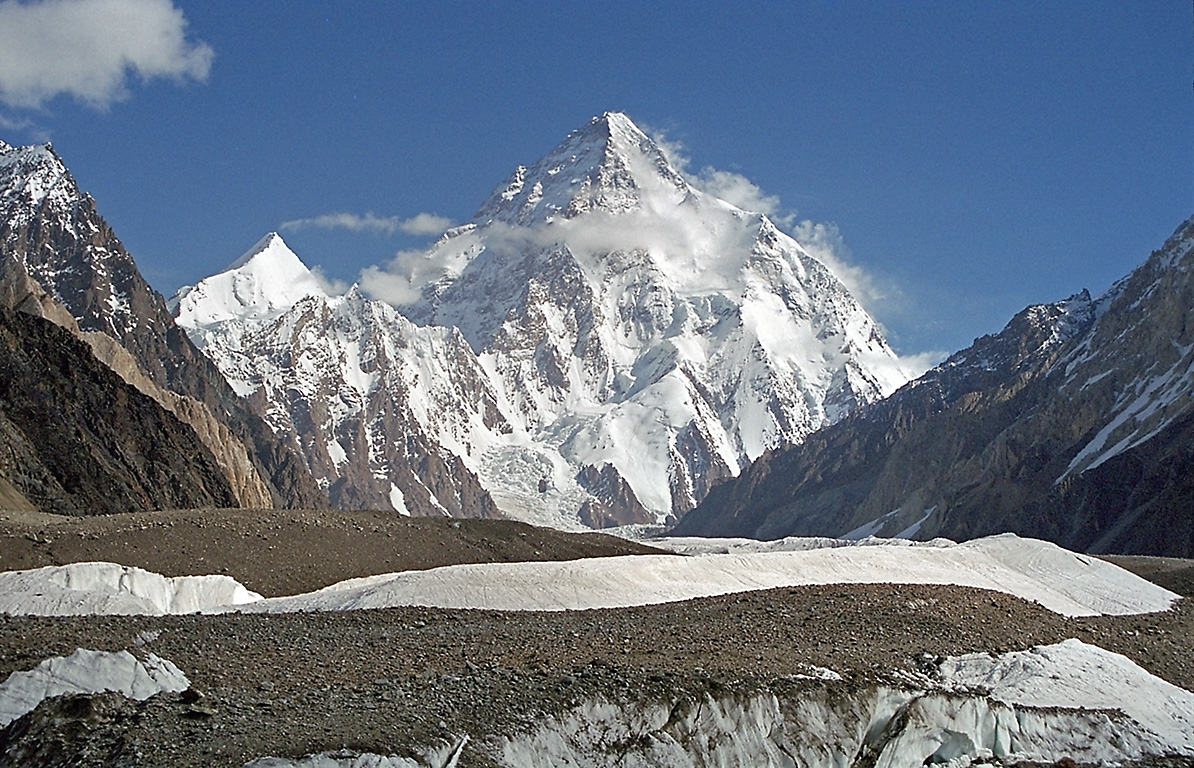
从肯考迪亚看喬戈里峰

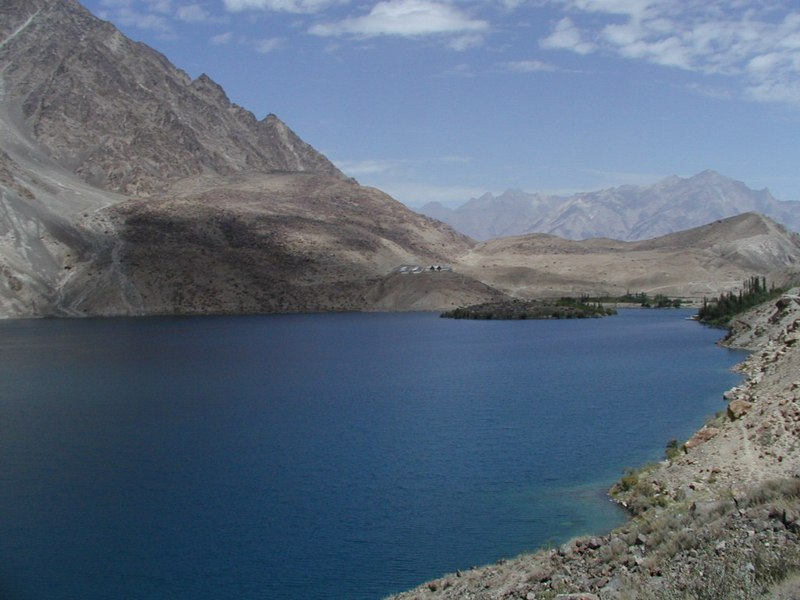
沙帕拉湖

吉尔吉特-巴尔蒂斯坦向西北邻阿富汗瓦罕走廊，向东北邻中国新疆，向东南和南临印度的查谟-喀什米尔邦，向南临巴基斯坦管理的自由克什米爾，向西临开伯尔－普赫图赫瓦省。
吉尔吉特-巴尔蒂斯坦境内有五座八千米以上山峰和50多座7000米以上的山峰。吉尔吉特和斯卡杜均是登山的主要基地。这里也有世界上最高的山脉，最主要的山脉有喀喇昆仑山脉和西部的喜马拉雅山脉。帕米爾高原位于它的背面，興都庫什山脈位于它的西面。其最高峰包括喬戈里峰和世界上最险峻的山峰之一南迦帕尔巴特峰。
三条两极外世界上最长的冰川位于吉尔吉特-巴尔蒂斯坦。除此之外它境内还有数座高山湖。
在阿斯多县、斯卡杜和拉達克之间的高原是世界上继青藏高原外面积第二大的高原，平均高度为4115米，近5000平方公里。1993年被设立为国家公园。从9月到5月它被大雪覆盖，只能从拉达克方向有路能够通到。

### 气候
吉尔吉特-巴尔蒂斯坦的气候随地区变化很大，它周边的山脉对它的气候有很大影响。其东部是西喜马拉雅山脉的湿润区，喀喇昆仑山脉和興都庫什山脈附近的气候就要干燥得多。
吉尔吉特和吉拉斯等城市在夏天白天非常热，但是在夜里相当冷，而有些山谷则终年非常冷。

## 经济和资源
吉尔吉特-巴尔蒂斯坦的经济主要基于它位于传统的丝绸之路上。中国贸易组织是当地最重要的经济组织，通过物資交换巨大地改变了巴基斯坦这个最偏远和最被忽视地区的状况。贸易使得当地人学习新疆的现代贸易，并开始在本地投资。目前这里已经设立了商行。其它经济分支有农业和旅游业。农业产品有小麦、玉米、大麦和水果。旅游业主要是接待登山的游客，其重要性不断增长。
2009年9月初巴基斯坦与中国签署协议在吉尔吉特-巴尔蒂斯坦从事一项巨大能源项目，其中包括在阿斯多县建造一座年产70亿瓦电力的水坝。印度政府对这个计划抗议，巴基斯坦驳回该抗议，认为印度政府无权干预吉尔吉特-巴尔蒂斯坦的事务。该地也是中巴经济走廊的重要交通枢纽。

## 体育
马球是当地最普及的运动，其它运动有板球等。

## 交通
1978年以前由于当地地形恶劣，缺乏可行道路，吉尔吉特-巴尔蒂斯坦与世隔绝。所有向南的路通向巴基斯坦控制的自由克什米爾和印度控制的查谟-喀什米尔邦。夏季人可以跋涉通过山口，最快的交通方式是通过飞机。但是只有少数当地的要人和巴基斯坦军官和民事官员有可能坐飞机。在中国政府帮助下巴基斯坦开始建造中巴国际公路。这条公路于1978年完工。它连接伊斯兰堡和吉尔吉特以及斯卡杜。从吉尔吉特到伊斯兰堡需要约24小时。公路上经常发生山崩。中巴国际公路从吉尔吉特通过红其拉甫口岸通往塔什库尔干和喀什市。红其拉甫口岸是世界上最高的铺路的边境关口，海拔4693米。
北部地区运输公司提供汽车和吉普车运输服务去往吉尔吉特和斯卡杜，以及一些湖泊、冰河等旅游地点。

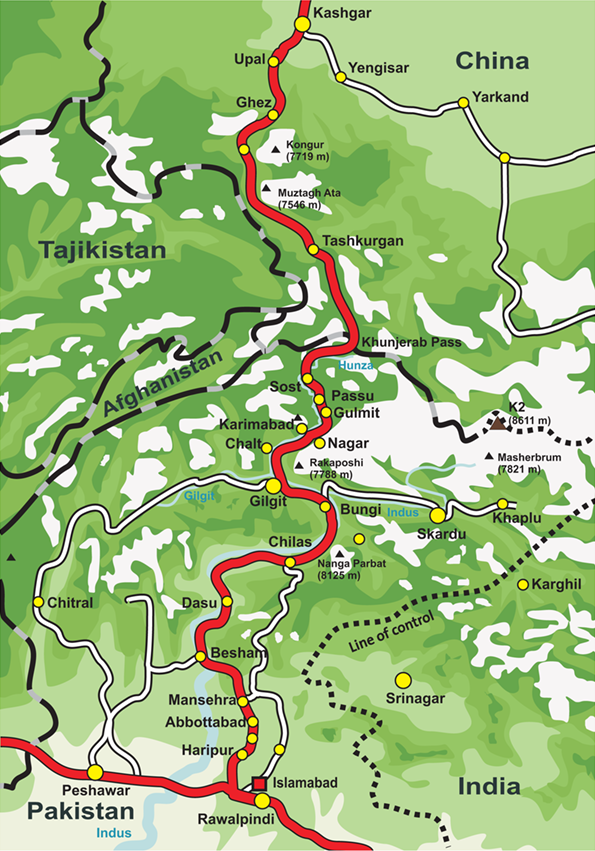
中巴国际公路

2006年3月巴基斯坦政府宣布从2006年6月1日开始每周将有三次公共汽车往返于吉尔吉特和喀什，中巴国际公路上有600千米的路开始加宽。在苏斯特和塔什库尔干之间将有每日汽车往返。
巴基斯坦国际航空曾经使用一架福克F27每日班机连接吉尔吉特机场和伊斯兰堡贝娜齐尔·布托国际机场。其飞行时间约为50分钟。由于它飞过南迦帕尔巴特峰，周边的山峰比飞机还要高，因此这段飞行是世界上最美的班机飞行之一。2006年福克27被退役，現在巴基斯坦国际航空使用ATR42飞机飞行这段路。从此航班被取消的事情要少得多了。另外巴基斯坦国际航空还使用一架波音737定期连接伊斯兰堡和斯卡杜。但是所有这些航班都需要天气良好才能飞行。在冬季航班往往会被延迟数日。

## 居民
由于当地的居民被一些世界上最高的山脉分割在隔离的山谷中，吉尔吉特-巴尔蒂斯坦的人口由许多不同的语言、民族和宗教社群组成。与巴基斯坦内地不同的是这里的宗教以伊斯兰教什叶派分支伊斯玛仪派为主。乌尔都语是这里的通用语，被大多数居民通用。巴尔蒂语是一种藏语方言，巴尔蒂斯坦的居民大都说这种语言。其它少数民族语言包括瓦罕语、布魯夏斯基語、普什图语等。
虽然吉尔吉特-巴尔蒂斯坦属于克什米尔，但是当地只有很少人说克什米爾語。根据最新的人口普查（1998年）吉尔吉特-巴尔蒂斯坦有居民870,347人。约14%的人居住在城市里。